# Wolf-Dietrich Brettschneider
Wolf-Dietrich Brettschneider (* 15. Juli 1943 in Halle (Saale)) ist ein deutscher Sportwissenschaftler.

## Leben
Brettschneider war als Sportwissenschaftler an der Deutschen Sporthochschule Köln sowie an der Universität Hamburg tätig, ehe er 1972 an die Universität Paderborn wechselte, wo er bis 1991 lehrte. 1975 hatte er seine Doktorarbeit über die Didaktik des Sportunterrichts vorgelegt. Von 1991 bis 1997 war er an der Freien Universität Berlin tätig und kehrte 1997 nach Paderborn zurück, wo er bis zum Eintritt in die Rente 2008 die Leitung des Arbeitsbereichs Sport und Erziehung am Department Sport und Gesundheit verantwortete. Im Anschluss an seine berufliche Tätigkeit an der Uni Paderborn fungierte er als Gründungsdirektor eines Instituts für Sportwissenschaft in Doha in Katar.
Ein wichtiges Thema seiner wissenschaftlichen Arbeit war die lebensweltliche Jugendforschung. Er beschäftigte sich mit dem Jugendleistungssport und der Doppelbelastung von Schule und Sport. Insbesondere eine Querschnittsuntersuchung zur Erforschung alltäglicher Belastungen jugendlicher Hochleistungssportler und in diesem Zusammenhang das gemeinsam mit Alfred Richartz veröffentlichte Buch „Weltmeister werden und die Schule schaffen“ wurden große Bedeutung beigemessen. Der als Buchtitel verwendete Leitspruch „Weltmeister werden und die Schule schaffen“ wurde zum geflügelten Wort und unter anderem von Sportschulen als Motto aufgegriffen.
Weitere Schwerpunkte seiner Forschung waren die Jugendarbeit im Sportverein sowie der Schulsport.
Brettschneider wurde für seine Arbeit mit der Goldenen Ehrennadel der Deutschen Vereinigung für Sportwissenschaft (DVS) ausgezeichnet. Die von ihm herausgegebene Lehrbuchreihe „Sportwissenschaft studieren“ wurde von der DVS als „eine der erfolgreichsten Reihen innerhalb der Sportwissenschaft“ eingeordnet. Vom Internationalen Olympischen Komitee (IOC) wurde er 2010 mit dem Preis des Präsidenten geehrt, mit dem Gruppen und Einzelpersonen für herausragende wissenschaftliche Beiträge zu Körpererziehung und Sportpädagogik ausgezeichnet werden. 2012 wurde er vom Stadtsportverband Paderborn als „verdiente Persönlichkeit“ des Paderborner Sports ausgezeichnet.
In den frühen 1990er Jahren hatte er bei der Deutschen Vereinigung für Sportwissenschaft zwei Jahre lang das Amt des Sprechers der Sektion Sportpädagogik inne, bei der Deutschen Forschungsgemeinschaft wirkte er über einen langen Zeitraum als Gutachter in der Sportpädagogik. Beim Deutschen Sportbund beziehungsweise dessen Nachfolgeorganisation, dem Deutschen Olympischen Sportbund war er Vorsitzender der Bildungskommission.